# Бака (герб)
Бака (пол. Baka, Baha) – шляхетський герб, різновид герба Масальський.

## Опис герба
В синьому полі срібний латинський хрест на такому ж сиглі "М" з такою ж зіркою під сиглем. Клейнод: три пера страуса. Намет блакитний, підбитий сріблом.

## Історія
В 1520 році згадується Остафій Бака, намісник волковиського.

## Гербовий рід
Августиновичі (Augustynowicz), Баки (Бахи) (Baka, Baha), Бакановські (Bakanowski).